# (5455) Surkov
(5455) Surkov (1978 RV5) – planetoida z pasa głównego asteroid okrążająca Słońce w ciągu 3,37 lat w średniej odległości 2,25 j.a. Odkryta 13 września 1978 roku.